# 2032 (album)
2032 è il decimo album dei Gong pubblicato il 21 settembre 2009 dalla G-Wave. Rappresenta di fatto la celebrazione del quarantesimo anno di attività della band. È l'ideale prosecuzione della trilogia di Radio Gnome Invisible, i tre album dei Gong degli anni settanta Flying Teapot (Radio Gnome Invisible part 1), Angel's Egg (Radio Gnome Invisible part 2) e You (Radio Gnome Invisible part 3).
Dopo questi tre capolavori, i temi della mitologia Gong erano stati ripresi anche in altri album, ma con 2032 le avventure di Zero e degli altri personaggi della saga tornano ad essere la parte essenziale dell'opera.
Inoltre l'anno 2032 è stato spesso menzionato da Daevid Allen nei suoi primi scritti su tale mitologia, si tratta dell'anno in cui il pianeta Gong, abitato dai Pothead Pixies e dagli Octave Doctors con le loro teiere volanti, entrerà in contatto con il pianeta Terra, a seguito di un perfetto ed armonico allineamento astrale.

## Il disco
La registrazione dell'album è avvenuta a Londra nella primavera-estate del 2009 agli studi della A-Wave, la casa discografica fondata da Steve Hillage e la sua compagna Miquette Giraudy. Per l'occasione, si è riunita la maggior parte dei membri che avevano inciso i tre dischi della trilogia, in particolare è stata la prima volta che Hillage e Daevid Allen hanno registrato assieme in studio dai tempi di You.
L'album è uscito il 21 settembre 2009 per la G-Wave [CD(AAGWCD001) LP(AAGWLPX001)], un'etichetta affiliata alla A-Wave, fondata nel 2006 esclusivamente per la pubblicazione degli album dei Gong e della Steve Hillage band. Il missaggio e parte della produzione sono a cura di Hillage, il resto della produzione è stato svolto da Allen al Bananamoon Observatory del Nuovo Galles del Sud in Australia.
Il disegno di copertina, uno zero stilizzato, è stato fatto da Allen. Oltre alla versione in CD, l'album è stato posto in vendita a tiratura limitata come doppio LP, contenente anche un libretto con i testi ed un poster con la scritta "2032".
L'uscita dell'atteso album è stata salutata dalla maggior parte della critica con commenti entusiastici, riguardanti la bontà dell'opera ma soprattutto l'energia e la vitalità della band a dispetto dell'età dei suoi componenti, Allen aveva infatti 71 anni e Hillage 58.

## Tracce
1. City of Self Fascination – 6:04 (Allen)
2. Digital Girl – 4:22 (Allen)
3. How to Stay Alive – 8:05 (Allen, Hillage, Howlett, Taylor)
4. Escape Control Delete – 7:57 (Allen, Hillage, Giraudy, Howlett)
5. Yoni Poem – 2:08 (Smyth)
6. Dance with the Pixies – 4:36 (Allen)
7. Wacky Baccy Banker – 8:20 (Allen)
8. The Year 2032 – 5:38 (Allen)
9. Robo-Warriors – 2:59 (Smyth)
10. Guitar Zero – 4:54 (Allen)
11. The Gris Gris Girl – 6:29 (Allen)
12. Wave and A Particle – 2:04 (Smyth)
13. Pinkle Ponkle – 4:34 (Allen, Hillage, Smyth)
14. Portal – 7:08 (Hillage)

Durata totale: 75:18

## Formazione
- Daevid Allen - voce, chitarra glissando
- Steve Hillage - chitarra solista
- Gilli Smyth – voce, "space whisper"
- Miquette Giraudy - sintetizzatori
- Mike Howlett - basso
- Chris Taylor - batteria
- Theo Travis – sax e flauto
- Didier Malherbe – duduk, sax e flauto
- Yuji Katsui – violino elettrico
- Elliet Mackrell – violino
- Stefanie Petrik – controcanto